# Collblanc
Collblanc - stacja metra w Barcelonie, na linii 5. Stacja została otwarta w 1969. Jest najbliżej położoną stacją metra od stadionu Camp Nou.